# Roskilde Festival 1978
Roskilde Festivalen blev i 1978 afholdt fra den 30. juni til den 2. juli. 

## Køb af Canopy-scenen
Festivalen indkøbte til dette års festival den orange Canopy-scene (kendt som Orange Scene) i England, der tidligere var blevet benyttet af The Rolling Stones på deres Europa-turné i 1976, for 10.000 pund. 

## Musikgrupper
- Ache (DK)
- Andrew John & Lissa (UK/DK)
- Ar-folk (DK)
- Bazaar (DK)
- Bifrost (DK)
- Big Joe Band (DK)
- Björn Afzelius Band (S)
- Bob Marley & The Wailers (JAM)
- C. V. Jørgensen (DK)
- Charlatangruppen (DK)
- Coma (DK)
- Cox Orange (DK)
- Culpeper (DK)
- Dave Swarbrick (UK)
- Delta Cross Band (DK/US)
- Povl Dissing (DK)
- Dronningens Livstykke (DK)
- Elvis Costello & The Attractions (UK)
- Five Hand Reel (UK)
- Rory Gallagher (IRL)
- Gnags (DK)
- Happy Traum (US)
- Haster Show Band (DK)
- Hawk On Flight (S)
- Hot Lips (DK)
- Hvalsøspillemændene (DK)
- Jimmy Page (UK)
- Jukka Tolonen Band (FIN)
- Kræn Bysteds (DK)
- Krølle Erik (DK)
- Lars Trier (DK)
- Lasse & Mathilde (DK)
- Lone Kellermann & Rockbandet (DK)
- Los Paraguayos (PAR)
- Margrethe Berg (DK)
- Masaladosa (DK)
- Mcewans Export (DK)
- Mini Tvers (N)
- Pakhus 1 (DK)
- Pfuri Gorps & Kniri (CH)
- Pia Raug (DK)
- Ruphus (N)
- SBB (PL)
- Sebastian Group (DK)
- Shit & Chanel (DK)
- Skilfinger (DK)
- Søren Kragh-Jacobsen & Biorytmer (DK)
- Søsterrock (DK)
- Terje Rypdal Kvintet (N/DK)
- Terndrup Byorkester (DK)
- Tom Nagel Rasmussen Band (DK)
- Van Dango (DK)
- Wasa Express (S)
- Mike Whellans (UK)